# Leia longipes
Glaphyroptera longipes
Espèce
Synonymes
- †Glaphyroptera longipes Förster, 1891

Leia longipes est une espèce fossile d'insectes diptères nématocères de la famille des Mycetophilidae (littéralement « amis des champignons »).

## Classification
L'espèce Leia longipes est décrite en 1891 par l'entomologiste et paléontologue allemand Bruno Förster sous le protonyme Glaphyroptera longipes,.

### Renommage
En 1937 le paléontologue français Nicolas Théobald (1903-1981) décrit un deuxième fossile de la même espèce et renomme l'espèce Glaphyroptera longipes en Leia longipes,. Attention le genre Glaphyroptera Heer, 1852 est toujours accepté, mais appartient à la famille des Buprestidae.
En 2021 Sarah Siqueira Oliveira (d) et Dalton De Souza Amorim (d) confirment le renommage en Leia longipes,.

### Fossiles
Selon Paleobiology Database en 2023, deux collections sont référencées, Rupélien de l'Oligocène inférieur, soit de 33,9 à 28,4 Ma avant notre ère, une de France et une d'Allemagne :
- venant de la formation de sel de Kleinkembs en Bade-Wurtemberg en Allemagne, conservée au muséum de Bâle en Suisse, décrite par Nicolas Théobald en 1937 ;
- venant de Brunstatt dans le Bas-Rhin, en Alsace, holotype décrit en 1891 par Bruno Förster[2].

### Étymologie
L'épithète spécifique longipes signifie en latin « longues jambes ».

## Description
La diagnose de Nicolas Théobald en 1937 concernant l'échantillon R890 de Kleinkembs de la collection Mieg, : 

« Gisement : Brunstatt, Kleinkembs.
Cette espèce a été décrite dans les marnes en plaquettes de Brunnstatt. Elle existe aussi à Kleinkembs (R972 + 879 de la collection Mieg de Bâle. ».

## Biologie
« Le g. Leia est répandu en Europe, en Afrique du Nord, dans les deux Amériques, aux Indes et à Sumatra.
Les larves vivent dans les champignons et dans le bois pourri. ».

## Galerie
- Quelques espèces vivantes du genre Leia.
- Aile de Leia arsona.
- Leia bivittata, vue dorsale.
- Leia winthemii.
- Leia sp mâle (vidéo 54 s).

### Publication originale
- [1891] (de) Bruno Förster, « Die Insekten der "Plattigen Steinmergels" von Brunstatt », Abhandlungen zur Geologischen Specialkarte von Elsass-Lothringen, vol. 3, no 1,‎ 1891, p. 335-593.